# Lusso, calma e voluttà
Lusso, calma e voluttà (Luxe, calme et volupté) è un dipinto a olio su tela (98x118 cm) realizzato nel 1904 da Henri Matisse. Il pittore ne dipinse due versioni (la seconda è del 1907).
L'opera è conservata al Musée d'Orsay di Parigi ed è firmata "HENRI MATISSE". Il titolo deriva da un verso della poesia Invito al viaggio di Charles Baudelaire.

## Storia
Esposto per la prima volta a Parigi al Salon de la Société des artistes indépendants nel 1905, il dipinto è stato acquistato da Paul Signac, l'artista amico di Matisse e in parte responsabile dell'avvicinamento di quest'ultimo alla tecnica divisionista attraverso lo scritto D'Eugène Delacroix au néo-impressionnisme pubblicato nel 1899.

## Descrizione
Il soggetto della composizione associa il tema delle "bagnanti" a quello della "colazione sull'erba", ispirandosi al quadro di Manet e alle Bagnanti di Paul Cézanne.Questo rappresenta un'utopistica visione dell'eden in cui uomo e natura vivono felicemente.